# Sparkasse Reutte
Die Sparkasse Reutte AG ist ein Tiroler Bankunternehmen mit Sitz in Reutte und Teil der Sparkassengruppe in Österreich. Sie entstand 1917 als Gemeindesparkasse. Die Sparkasse ist Mitglied des Kooperations- und Haftungsverbundes der österreichischen Sparkassen und des Österreichischen Sparkassenverbands.

## Sparkasse Reutte AG
Die ersten Initiativen zur Gründung einer Sparkasse lassen sich im Jahr 1885 nachweisen. Der Gründung der Sparkasse durch die Marktgemeinde Reutte gingen Bemühungen der Marktgemeinde Reutte voraus, zusammen mit mehreren Außerferner Gemeinden eine Sparkasse gründen zu wollen. Die Marktgemeinde Reutte sah daher von der Gründung einer eigenen Gemeindesparkasse ab, weil die Errichtung einer Bezirkssparkasse in Aussicht stand.
Es sollte aber seit diesen ersten Ansätzen im Jahr 1885, bis das Projekt einer eigenständigen Gemeindesparkasse verwirklicht werden konnte 32 Jahre vergehen. Am 23. Jänner 1917 legte die Gemeinde die genehmigten Statuten zur Gründung einer Sparkasse dem „Tiroler Landesausschuß“ vor.
Mit Schreiben vom 27. Jänner 1917 teilte der „Landesausschuß der gefürsteten Grafschaft Tirol“ der Gemeinde mit, dass die Gründung einer Sparkasse unter Haftung der Marktgemeinde Reutte genehmigt werde.
Erst zu Beginn des Jahres 1918 konnten konkrete Maßnahmen zur Eröffnung der Sparkasse gesetzt werden.

## Bauliche Entwicklung der Hauptanstalt
Am 21. Jänner 1918 wurde die Sparkasse im Tauscherhaus in den ehemaligen Räumlichkeiten der „Centralsparkasse“ eröffnet. 45 Jahre wurden diese Räumlichkeiten genutzt.
Am 23. März 1963 übersiedelte die Sparkasse in das Gebäude des Elektrizitätswerkes im Untermarkt 33 und war dort bis Dezember 1975. Heute befindet sich in den 1992 umgebauten Räumlichkeiten die Sparkassen-Filiale/Untermarkt mit einer modernen SB Zone. Nach 24-monatiger Bauzeit konnte das Gebäude der neuerrichteten Hauptanstalt der Sparkasse Reutte, im Obermarkt 51, im Dezember 1975 fertiggestellt und bezogen werden. Mehrere Umbauten im Büro- und Schalterbereich wurden in den letzten Jahren durchgeführt. Aufgrund des stetigen Wachstums der Sparkasse Reutte wurde 2002 das Gebäude gegenüber der Hauptanstalt, Obermarkt 24 zugekauft. Die Sparkasse Reutte unterhält 6 Filialen im Bezirk Reutte: Untermarkt, Lechaschau, Tannheim, Elbigenalp und Lermoos, sowie im Obermarkt 24, 6600 Reutte das Sparkassen Private Banking und wohn² Center.

## Privatstiftung  Sparkasse Reutte
Der Sparkassenrat der Sparkasse Reutte hat am 20. September 2006 die Einbringung der Sparkasse Reutte in eine Aktiengesellschaft und die Umwandlung der verbleibenden Anteilsverwaltungssparkasse Reutte in eine Privatstiftung einstimmig beschlossen. Dieser Beschluss wurde am Dienstag, 17. Oktober 2006, vom Gemeinderat bestätigt. Ziel dieser historischen Entscheidung ist es, die Unabhängigkeit der Sparkasse Reutte zu sichern und klare rechtliche und organisatorische Grundlagen zu schaffen. Die Sparkasse Reutte wird im Sinne des seinerzeitigen Gründungsgedankens ihre gemeinnützigen Aufgaben im Bezirk Reutte wahrnehmen. Die Sparkasse Reutte widmet sich dem Gemeinwohlauftrag, der alle Sparkassen auszeichnet. Sie steht für die Förderung, Unterstützung und Weiterentwicklung der Region und ist Impulsgeber für zukünftige Entwicklungen der regionalen und gesellschaftspolitischen Infrastruktur.

## Gemeinnützige Projekte und Sponsoring
Über die Privatstiftung gestaltet die Sparkasse Reutte AG die Region weiterhin mit. Sie gibt Hilfe zur Selbsthilfe und fördert vielfältige gemeinnützige, mildtätige oder kirchliche Aktivitäten in der Region.
Seit Gründung der Privatstiftung Sparkasse Reutte wurden unter anderem folgende Projekte bzw. Institutionen gefördert:
Artclub Reutte, Burgenmuseum, Bücherei der Marktgemeinde Reutte, Freiwillige Feuerwehren im Bezirk Reutte, Haflingerzuchtverein, Integrationsforum Außerfern, Musikkapellen im Bezirk Reutte, Musikschule Reutte, Notarztsystem Außerfern, Österreichisches Rotes Kreuz/Bezirksstelle, Pfarramt Reutte und Franziskanerkloster, Pfarrkirchen im Bezirk Reutte, Schulen und Bildungsstätten, Schützenkompanien, Seniorenzentrum Reutte, Tiroler Bergwacht und Tiroler Wasserwacht.